# Robert Krügel
Robert Fabian Krügel (i riksdagen kallad Krügel i Sköllersta), född 6 december 1886 i Normlösa församling, Östergötlands län, död 18 april 1972 i Örebro Nikolai församling, var en svensk landsfiskal och socialdemokratisk riksdagspolitiker.
Krügel var landstingspolitiker från 1924 och ordförande i kommunfullmäktige. Han var ledamot av riksdagens första kammare 1941–1959, invald i Örebro läns valkrets.
Robert Krügel är begravd på Längbro kyrkogård i Örebro.